# Can Gordey
Can Gordey (oficialmente y en catalán Can Gordei) es una localidad de la comarca catalana del Bajo Panadés. Su población según datos de 2007 era de 494 habitantes.
- Datos: Q5746271

es un sitio para residir muy agradable, gente muy acogedora, en una urbanización con casas, torres, hay un polideportivo, un bar (se dice que tiene un bocata muy especial en este bar llamado "Volcanito", la bestia de los demonios más bien denominado) y como no, cumple con la tradición de sus fiestas mayores.